# Подростки-зомби
«Подростки-зомби» (англ. Teenage Zombies) — американский фильм ужасов 1959 года режиссёра Джерри Уоррена. Он выступил продюсером, сценаристом (под псевдонимом Жак Лекотье) и режиссёром фильма.

## Сюжет
Четверо подростков Редж, Скип, Пэм и Джули собираются в выходные покататься на катере и водных лыжах. Скип рассказывает друзьям об находящемся неподалёку острове, о котором никто не слышал, и предлагает отправиться туда. Во время прогулки по острову они натыкаются на толпу зомбированных людей, а также женщину, наблюдающую за этой толпой. Заметив подростков, она приказывает толпе взять их. Вернувшись на место, где они оставили катер, подростки его не находят и пройдя вдоль берега девушки решают отдохнуть, а парни продолжить поиски.
Редж и Скип стучат в дом, расположенный на острове. Им открывает дверь доктор Майра — та самая женщина, управлявшая толпой, и говорит что не видела их катер, а на остров никто не приезжает и не покидает. Внезапно парни слышат крики Пэм и Джули, на что Майра спокойно говорит им, что сейчас отведёт их к их подругам. Спустившись по лестнице в подвал с запертыми в клетку девушками, на них нападает зомбированный слуга Майры Иван и запирает в соседнюю клетку.
Тем временем их друзья Морри и Дотти обращаются к шерифу, прося помощи в поисках. Шериф и его помощник берут катер и отправляются на поиски, но так и не достигнув острова возвращаются обратно. Морри решает взять моторную лодку и поискать самим. На острове они встречают доктора Майру, которая говорит что их друзья были здесь, но уже уплыли и что на острове кроме них никто не появлялся. Отплывая от острова, Морри встречает двоих странных людей в чёрных пиджаках и решает по прибытии снова обратиться к шерифу.
Вскоре выясняется, что доктор Майра изобрела газ, способный превратить человека в послушного зомби, а люди в пиджаках являются иностранными агентами «с Востока», спонсирующими её исследования. С помощью этого газа они собираются отравить питьевую воду и превратить население США в зомби. А подростки станут её подопытными.

## Актёры
| Актёр               | Роль         |
| ------------------- | ------------ |
| Дон Салливан        | Редж         |
| Кэтрин Виктор       | доктор Майра |
| Стив Конте          | Ворф         |
| Джей Эл Ди Моррисон | Брэнт        |
| Брианна Мёрфи       | Пэм          |
| Пол Пеппер          | Скип         |
| Митци Альбертсон    | Джули        |
| Джей Хок            | Морри        |
| Майк Конкэннон      | шериф        |
| Нэн Грин            | Дотти        |
| Дон Нили            | майор Колмен |
| Митч Эванс          | горилла      |
| Чак Найлз           | Иван         |

## Производство
Съёмки фильма проходили в 1957 году, однако на экраны он вышел лишь спустя два года. В качестве дома доктора Майры использовался дом Джея Эл Ди Моррисона, сыгравшего в фильме агента Брэнта. Также для съёмок использовался каньон Мандевилл, находящийся неделеко от Лос-Анджелеса.